# Paolo Ruffini (novinář)
Paolo Ruffini (* 4. října 1956, Palermo) je italský katolický novinář, který je od 5. července 2018 prefektem Dikasteria pro komunikaci.  Jde o prvního laického prefekta vatikánského dikasteria v historii.